# Manixtuixu

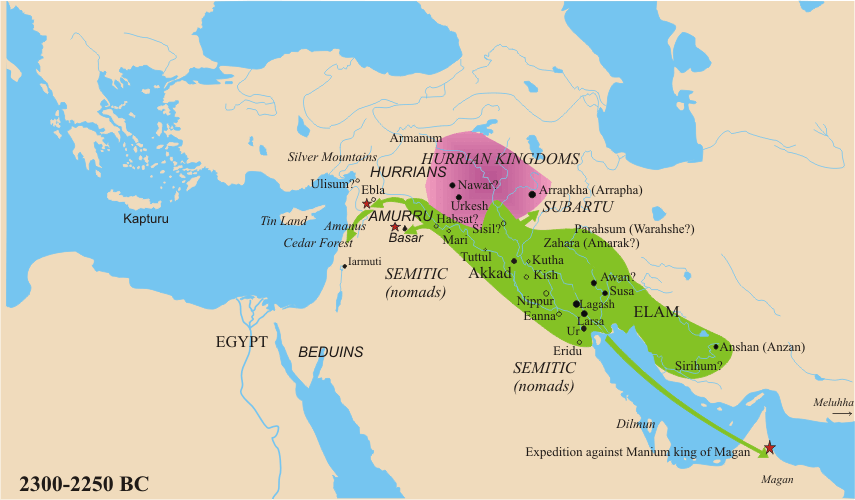
L'imperi Acadià en temps de Manishtushu

Manixtuixu o Maništušu va ser el tercer rei de l'imperi d'Accad. Va succeir al seu germà més petit Rimuix. Era fill de Sargon d'Accad i germà de la poeta i sacerdotessa Enheduanna.
Al començament del seu regnat els regnes orientals d'Anxan i Xeriku, o Serihu, es van col·ligar i devien amenaçar o atacar Sumer o potser influïen en els regnes d'Awan i Warakshe que estaven més o menys sotmesos. Manixtuixu va lliurar contra els dos regnes una guerra, de la que se sap que va conquerir 32 ciutats. Els dos regnes elamites van passar a formar part dels seus dominis i els vassalls, Awan i Warakxe, van quedar molt més subjectes.
Es diu que va fundar un temple dedicat a la deessa semita Ixtar a Nínive. També es diu que va conquerir (o reconquerir) les pedreres de pedra negra a la banda esquerra del Mar inferior (el Golf Pèrsic). S'ha trobat una inscripció d'aquest rei a Assur. S'han trobat testimonis a Ur d'un culte dedicat al primers reis de l'imperi que van ser considerats déus: Sargon, Rimuix i Manixtuixu.
D'aquest rei s'ha conservat un obelisc on Manixtuixu enumera les adquisicions de terres que va fer, terrenys comprats a diversos propietaris d'una extensió de 330 hectàrees, que va redistribuir entre 49 nous propietaris d'Accad, entre ells un nebot seu i els fill d'antics governadors de diverses ciutats de Mesopotàmia que havia conquerit, segurament traslladats a la capital com a hostatges.
Va morir cap al 2260 aC segurament de mort violenta, degut a una revolta al palau, i el va succeir el seu fill Naram-Sin.